# Улпий Лимений
Улпий Лимений (на латински: Ulpius Limenius) е политик на Римската империя през 4 век.
Произлиза от фамилията Улпии. През 347 г. той е преториански префект на Италия и Африка и praefectus urbi. През 349 г. е консул заедно с Аконий Катулин.